# Guaviarefloden
Guaviarefloden (spanska: Río Guaviare) är en cirka 1500 km lång flod i Colombia. Källan ligger i Östkordiljäran av Anderna och floden rinner huvudsakligen österut. Vid gränsen till Venezuela mynnar Río Guaviare ut i floden Orinoco. 